# Coutures
Coutures é uma comuna francesa na região administrativa da Nova Aquitânia, no departamento Dordonha. Estende-se por uma área de 8,33 km². Em 2010 a comuna tinha 185 habitantes (densidade: 22,2 hab./km²).